# Dorothy Tutin
Dorothy Tutin née le 8 avril 1930 à Londres, morte le 6 août 2001 à Midhurst est une actrice britannique de théâtre, de cinéma et de télévision . Elle suit une formation théâtrale à la Royal Academy of Dramatic Art

## Théâtre
- 1961 : Roméo et Juliette de William Shakespeare, Royal Shakespeare Theatre, Juliette
- 1962 : Othello de William Shakespeare, Aldwych Theatre, Desdemone

## Cinéma
- 1952 : Il importe d'être Constant réalisé par Anthony Asquith
- 1953 : L'Opéra des gueux de Peter Brook avec Laurence Olivier
- 1958 : Sous la terreur réalisé par Ralph Thomas avec Dirk Bogarde
- 1970 : Cromwell réalisé par Ken Hughes avec Richard Harris
- 1972 : Le Messie sauvage (Savage Messiah) réalisé par Ken Russell
- 1985 : La Partie de chasse réalisé par Alan Bridges  avec James Mason

## Télévision
- 1970 : Les Six Femmes d'Henri VIII, réalisé par John Glenister, BBC Two, Anne Boleyn
- 1985 : Jeux de glaces réalisé par Dick Lowry, CBS, Mildred Strete